# Suzak

Suzak (kirguís: Сузак, ruso: Сузак) es el centro administrativo y económico de la Distrito de Suzak, provincia de Jalal-Abad en el suroeste de Kirguistán.
- Datos: Q4445602